# ساعة مائية (إنديانابوليس)
ساعة المياه أو ساعة المياه العملاقة هي ساعة موجودة في المجموعة الدائمة لمتحف الأطفال في إنديانابوليس الواقع في إنديانابوليس، في ولاية إنديانا، في الولايات المتحدة. تقع ساعة المياه الحديثة في ردهة سنبرست (Sunburst) في متحف الأطفال، وهي مجاورة للدرج الكبير المؤدي إلى الطابق الثاني. أنشأها العالم والفنان الفرنسي برنارد جيتون [الإنجليزية] في عام 1988، وهو نفس العام الذي حصل المتحف فيه على الساعة.
يُقدر طولها بـ26.5-قدم (8.1 م) وعليه فإن هذه الساعة الفنية هي أكبر ساعة مائية في أمريكا الشمالية.

## الوصف
يبلغ طول الساعة المائية، التي ابتكرها الكيميائي والفنان الفرنسي برنارد جيتون [الإنجليزية]، حوالي 30 قدم (9.1 م) طويلة القامة ومصنوعة من أكثر من 40 قطعة من الزجاج و 100 قطعة من المعدن. الأضواء على الساعة خضراء ساطعة والمياه مصبوغة باللون الأزرق. الساعة مصنوعة من الزجاج والفولاذ و 70 غالون أمريكي (260 ل) من محلول من الماء منزوع الأيونات، والكحول الميثيلي، وصبغة التلوين.

### العملية
وظيفيًا، تتكون ساعة جيتون المائية من أربعة أنظمة فرعية: مذبذب (النقاس)، ومُقسم التردد، وعداد الدقائق (أقراص الدقائق)، وعداد الساعات (كرات الساعات). تُضخ المياه من مضخة في الطابق السفلي، أسفل الساعة مباشرة، عبر أنبوب يمتد في منتصف الساعة إلى خزان في الأعلى. ثم يتساقط الماء إلى أسفل على مغرفة في الأعلى متصلة بالنقاس (البندول) الأخضر المتأرجح. يتسبب النقاس في دفع المجرفة إلى تفريغ الماء في سلسلة من المثاعب. تمتلئ المثاعب وتفرغ في كرات الدقائق. المثاعب هو أنبوب على شكل حرف "U" مقلوب يتسبب في تدفق المحلول لأعلى، بدون مضخات، ويتم تشغيله عن طريق سقوط السائل أثناء تدفقه إلى أسفل الأنبوب تحت تأثير الجاذبية. تمثل الكرة الأرضية التي تبلغ مدتها دقيقة واحدة دقيقتين. عندما تمتلئ جميع الكرات الزمنية التي مدتها ثلاثون دقيقة، فإنها تفرغ وتملأ كرة زمنية أخرى مدتها ساعة واحدة. مرتين في اليوم، عند الساعة الواحدة، تمتلئ جميع أقراص الساعات والدقائق ويفرغ الماء حتى يتبقى فقط كرة الساعة الأولى ممتلئة.
لقراءة الساعة يجد المشاهد عدد كرات "الساعة" الممتلئة التي تبطن الجانب الأيسر من الساعة وعدد الأقراص الممتلئة على جانب "الدقائق" من الساعة، حيث يساوي كل قرص دقيقتين.
الماء المتحرك يصنع سيفونًا - لن تراه يسحب - حتى يصل إلى كرة الدقائق - ويجعل الماء يتدفق.
في كل ساعة \ عندما يمتلئ جانب الدقائق \ يتجشأ أنبوب U "المطابق للدقائق": \ يسحب سيفون آخر.— قصيدة تفسيرية من تأليف مارك كوفيرت وبيغي بويس، 

## الصيانة
تحتوي ساعة المياه على مضختين في الطابق السفلي: الأولى للحفاظ على تشغيل الساعة، والأخرى هي مضخة احتياطية في حالة تعطل الأولى. حجم السائل الموجود في الساعة هو 70 غالون أمريكي (260 ل) وهو ليس ماءً نقيًا. بل يتكون من الماء منزوع الأيونات (للحفاظ عليه غير موصل للكهرباء)، ومُلون (لجعل الماء أسهل للرؤية)، والكحول الميثيلي (لمنع نمو البكتيريا في الساعة). يمكن تغيير لون الماء عن طريق إيقاف الساعة، وتجفيف الماء، واستبداله بماء باللون الجديد.

## الفنان
أنشأ برنارد جيتون الساعة المائية، وهو كيميائي فيزيائي وفنان فرنسي، والذي يجمع بين هاتين الدراستين من خلال إنشاء ساعات مائية، وآلات حاسبة مائية، ونوافير، وغيرها من عناصر الفن والعلم. بدأ برنارد في صنع العناصر العلمية الفنية في عام 1979، في سن 43 عامًا، عندما ترك عالم البحث العلمي لإنشاء الفن العلمي.

## طالع أيضًا
- ساعة هورنزبي المائية [الإنجليزية]

## روابط خارجية
- موقع متحف الأطفال في إنديانابوليس
- واو هذا الأسبوع، الحلقة 11، الساعة المائية .
- موقع برنارد جيتون